# Wide World of Sports
Wide World of Sports ou ABC's Wide World of Sports était une émission de télévision américaine sportive diffusée sur American Broadcasting Company (ABC) du 29 avril 1961 à 1998. L'émission n'était pas dédiée à un sport en particulier et retransmettait de nombreux évènements sportifs.

## Historique
En 1960, Edgar Scherick engage Roone Arledge et lui propose de produire une nouvelle émission sportive avec sa société, Sports Programs. Ce sera Wide World of Sports, qui débute le 29 avril 1961 sur ABC,,. ABC rachète la société Sports Programs par échange d'actions et Arledge devient le producteur exécutif de l'émission.

## Présentateurs
- Jim McKay (1961-1986 et occasionnellement en 1987-1998)
- Becky Dixon  (1987-1988)
- Frank Gifford (1987-1992)
- John Saunders (1993)
- Julie Moran (1994-1995)
- Robin Roberts (1996-1998)